# San Giorgio Morgeto
San Giorgio Morgeto község (comune) Calabria régiójában, Reggio Calabria megyében.

## Fekvése
A megye északi részén fekszik. Határai: Canolo, Cinquefrondi, Cittanova, Mammola és Polistena.

## Története
Egyes történészek szerint az ókori törzs, a morgetik egyik városa volt, erre utal neve is. Más vélemények szerint a 9. században alapították a szaracén portyázások elől menekülő tengerparti lakosok. Korabeli épületeinek nagy része az 1783-as calabriai földrengésben elpusztult. A 19. században nyerte el önállóságát, amikor a Nápolyi Királyságban felszámolták a feudalizmust.

## Népessége
A népesség számának alakulása:

## Főbb látnivalói
- San Giovanni Battista-templom
- San Giacomo-templom
- San Domenico-templom
- Melia-kápolna